# François Valorbe
François Valorbe, né Ludovic Régis Henri François Hurault de Vibraye, est un poète, auteur et acteur français, né le 20 octobre 1914 à Bordeaux (Gironde) et mort le 23 juin 1977 à Boulogne-Billancourt.
Il est le petit-fils du général Ludovic Hurault de Vibraye (1845-1929).

## Contes
François Valorbe a rédigé des contes fantastiques et humoristiques proches du surréalisme, parfois aussi de Marcel Aymé, dont des extraits ont été publiés par Jacques Sternberg dans sa collection Humour secret.
On lui doit entre autres les recueils Le Vice-roi et Vertu-Versa et Napoléon et Paris. Il s'explique de ce dernier titre du fait que les statistiques montrent que les ouvrages qui se vendent le mieux en France sont ceux dont le titre comporte l'un de ces deux mots, à savoir Paris ou Napoléon. L'ouvrage ne remportera toutefois qu'un succès d'estime.
Dans une nouvelle nommée Controverse morale, présente dans le recueil précité de Sternberg qui l'indique comme venant de l'opus Le Vice-roi et Vertu-Versa, il caricature de façon féroce les milieux politiques, littéraires et journalistiques en décrivant les multiples procès d'intention faisant suite à l'énigmatique passage suivant dans un article signé Untel : « Démolir au passage une fourmilière d'un coup de pied, ou de plusieurs coups de pied, est un plaisir incomparable et sain. À condition de retirer vivement le pied ou d'être chaussé de bottes. » Aucun des critiques ne cherche à remettre la citation dans son contexte, ni à interroger l'auteur pour qu'il précise sa position, et chacun l'interprète tout de suite selon ses craintes ou obsessions propres : fascisme, communisme, capitalisme, anarchisme, antichristianisme... Lorsque les controverses se sont calmées, un anonyme signant « Ecrivio » analyse non le passage incriminé, mais les réactions très contradictoires qu'il a suscitées, et en conclut simplement que « chaque âne a réagi là où le bât le blesse », montrant  que le coup de pied en question n'était autre que celui d'Untel lui-même, dans la fourmilière constituée par l'intelligentsia. On s'aperçoit alors que'« Ecrivio » est juste l'anagramme de « vice-roi ».

## Filmographie
- 1950 : Journal d'un curé de campagne de Robert Bresson
- 1950 : Sucre et Sécurité de G. Damas (court métrage)
- 1951 : Agence matrimoniale de Jean-Paul Le Chanois
- 1951 : Une fille sur la route de Jean Stelli
- 1951 : Le Salaire de la peur d'Henri-Georges Clouzot
- 1952 : Je suis un mouchard de René Chanas
- 1953 : Les Enfants de l'amour de Léonide Moguy
- 1954 : Futures Vedettes de Marc Allégret
- 1956 : La Neige en deuil d'Edward Dmytryk : le propriétaire de l'hôtel
- 1957 : Cargaison blanche de Georges Lacombe
- 1958 : Du rififi chez les femmes d'Alex Joffé
- 1958 : Gigi de Vincente Minnelli : Henri, le majordome de Gaston
- 1960 : Fortunat d'Alex Joffé
- 1962 : Les Culottes rouges d'Alex Joffé : l'officier allemand au spectacle de la troupe
- 1965 : Le Gendarme à New York de Jean Girault : l'interprète de l'hôtel
- 1965 : La Grosse Caisse d'Alex Joffé : le directeur de la R.A.T.P
- 1965 : La Métamorphose des cloportes de Pierre Granier-Deferre : l'employé de l'agence de placement
- 1966 : La Nuit des généraux d'Anatole Litvak : Plotting, l'officier allemand
- 1966 : Triple cross ou La Fantastique Histoire vraie d'Eddie Chapman de Terence Young : le commandant S.S
- 1967 : Les Enquêtes du commissaire Maigret de Claude Barma, épisode : Cécile est morte TV
- 1968 : Paris n'existe pas de Robert Benayoun
- 1968 : L'Homme de l'ombre de Guy Jorré, épisode : Neuf mille et un soleils, série TV
- 1971 : La Veuve Couderc de Pierre Granier-Deferre : le colonel Croix de Feu
- 1972 : 4500 kilos d'or pur de Philippe Ducrest : Antoine Verdi
- 1973 : La Duchesse d'Avila de Philippe Ducrest (TV) : don Cuervas
- 1973 : Le Train de Pierre Granier-Deferre : le chef du train
- 1974 : La Coupe à dix francs de Philippe Condroyer : Forger
- 1974 : Que la fête commence... de Bertrand Tavernier : M. de Rochefort
- 1974 : Sérieux comme le plaisir de Robert Benayoun
- 1976 : Les Brigades du Tigre, épisode L'homme à la casquette de Victor Vicas
- 1977 : Il était une fois la Légion (March or Die) de Dick Richards : le détective
- 1977 : Un juge, un flic de Denys de La Patellière, première saison (1977), épisode : Les Drogueurs
- 1977 : L'Animal de Claude Zidi
- 1978 : Madame le juge de Claude Chabrol, épisode "2 + 2 = 4"

## Publications
La grande majorité des écrits de François Valorbe a été éditée par son ami Éric Losfeld, sous son nom mais aussi sous différents pseudonymes.
- Carte noire…, Paris, Arcanes, collection « Alchimie », 1953.
- Claude Ariel [pseud.], La Clinique des luxures, Montevideo, 1936 [Paris, Losfeld, vers 1956][1].
- La Vierge aux chimères, Le Terrain vague, 1957.
- Napoléon et Paris, préface de Losfeld, Le Terrain Vague, 1959.
- Magirisée, la poésie sans formule, Paris, Le Terrain vague, 1965.
- Humour secret, volume 11, Losfeld, 1967.
- L'Apparition tangible, Paris, éditions Éric Losfeld, 1969.
- Voulez-vous vivre en Eps ?, C. Bourgois, 1970